# Гневіно (гміна)
Гміна Гневіно (пол. Gmina Gniewino) — сільська гміна у північній Польщі. Належить до Вейгеровського повіту Поморського воєводства. Село Гневіно є центром гміни — у селі знаходиться гмінний муніципалітет.
Станом на 31 грудня 2011 у гміні проживало 7223 особи.

## Територія
Згідно з даними за 2007 рік площа гміни становила 176.21 км², у тому числі:
- орні землі: 42.00%
- ліси: 40.00%

Таким чином, площа гміни становить 13.74% площі повіту.

## Населення
Станом на 31 грудня 2011:
| Опис     | Загалом | Загалом | Чоловіки | Чоловіки | Жінки | Жінки |
| -------- | ------- | ------- | -------- | -------- | ----- | ----- |
| одиниця  | осіб    | %       | осіб     | %        | осіб  | %     |
| все      | 7223    | 100     | 3821     | 52.90    | 3402  | 47.10 |
| міське   | 0       | 100     | 0        |          | 0     |       |
| сільське | 7223    | 100     | 3821     | 52.90    | 3402  | 47.10 |

## Сусідні гміни
Гміна Гневіно межує з такими гмінами: Вейгерово, Крокова, Ленчице, Люзіно, Хочево.